# Limogne-en-Quercy
Limogne-en-Quercy é uma comuna francesa na região administrativa de Occitânia, no departamento de Lot. Estende-se por uma área de 32,31 km². Em 2010 a comuna tinha 752 habitantes (densidade: 23,3 hab./km²).